# Sornac
Sornac település Franciaországban, Corrèze megyében. Lakosainak száma 773 fő (2022. január 1.). Sornac Bellechassagne, La Courtine, Féniers, Le Mas-d’Artige, Millevaches, Saint-Germain-Lavolps, Saint-Rémy, Saint-Setiers és Saint-Sulpice-les-Bois községekkel határos.

## Népesség
A település népessége az elmúlt években az alábbi módon változott:
| Lakosok száma | 848  | 794  | 783  | 759  | 754  | 746  | 755  | 764  | 773  |
|               | 2013 | 2015 | 2016 | 2017 | 2018 | 2019 | 2020 | 2021 | 2022 |